# ژیلا تقی‌زاده
ژیلا تقی‌زاده (۲ شهریور ۱۳۳۸ – ۲ فروردین ۱۳۹۹) داستان‌نویس، نمایشنامه‌نویس و نقاش اهل ایران بود.

## زندگی
ژیلا تقی‌زاده در ۲ شهریور ۱۳۳۸ در تهران زاده شد. تقی‌زاده در سال ۱۳۶۷ در رشته کارشناسی گرافیک از دانشگاه الزهرا فارغ‌التحصیل شد. او از سال ۱۳۶۴ نمایشگاه‌های نقاشی متعددی به صورت انفرادی و گروهی در گالری‌های مختلف برگزار کرده‌است. ژیلا تقی‌زاده از سال ۱۳۸۴ همکاری خود را با رادیوی برون‌مرزی صدای آشنا، رادیو فرهنگ، رادیو جوان، رادیو نمایش و رادیو سلامت به عنوان نمایشنامه‌نویس رادیویی آغاز کرد. از دیگر فعالیت‌های او طراحی و اجرای پوسترهای تئاتر، تصویرگری کتاب‌ها و نشریات گوناگون، طراحی صحنه و لباس و عروسک در نمایش‌ها و تئاترهای مختلف بوده‌است، که جوایزی را نصیب او کرده‌است.
او ۲۱ سال درگیر بیماری سرطان بود و سرانجام صبح شنبه، ۲ فروردین ۱۳۹۹ درگذشت.

## آثار
- جیبی پر از بادام و ماه (رمان) نشر حوض نقره، چاپ اول ۱۳۸۷، چاپ دوم سال ۱۳۹۳
- لباس آبی روی بند رخت (مجموعه داستان) نشر نی، ۱۳۸۸
- کهنه رباط (رمان) کتابسرای تندیس، ۱۳۸۹
- من با یه پریزاد دوستم (مجموعه داستان) نشر قطره، ۱۳۹۱
- خودنویس‌های بیچاره (مجموعه داستان)، نشر حوض نقره، ۱۳۹۳
- سهم من از دریا (مجموعه داستان) نشر نیستان، ۱۳۹۳
- به اندازهٔ یک نقطه (رمان)، نشر نیستان. ۱۳۹۴. نامزد دریافت جایزه ادبی پروین
- برگ و باد در دومین طبقهٔ پلاک ۳۸(رمان)، نشر نشانه، ۱۳۹۴
- فرشتگان بال ندارند (مجموعه داستان کوتاه)٬نشر چلچله، ۱۳۹۵
- ماه را نشانه بگیر (رمان) کتاب نیستان ۱۳۹۷
- همکاری در انتشار کتاب تاریخ نمایش در ایران- انتشارات سازمان اسناد ملی ایران، ۱۳۸۱
- نمایش نامه‌نویسی رادیویی، رادیوی برون مرزی صدای آشنا - برنامه قصه‌های مادر بزرگ، ۱۳۸۴تا۱۳۸۵
- نمایش نامه‌نویسی رادیویی، رادیوی فرهنگ و رادیو جوان و رادیو نمایش از سال ۱۳۸۷تا تاکنون[۱۱]

## از دیگر فعالیت‌های او
- نمایشگاه گروهی نقاشی- موزه هنرهای معاصر- ۱۳۶۴
- نمایشگاه انفرادی نقاشی (خصوصی)- ۱۳۶۵
- نمایشگاه انفرادی نقاشی (خصوصی)- ۱۳۷۰
- نمایشگاه انفرادی نقاشی- گالری شیو- ۱۳۷۸
- نمایشگاه انفرادی نقاشی- گالری افرند- ۱۳۷۹
- نمایشگاه انفرادی نقاشی- گالری فرنویاد-۱۳۷۹
- نمایشگاه انفرادی نقاشی- خانهٔ هنرمندان۱۳۸۵
- نمایشگاه انفرادی نقاشی- گالری مهروا- ۱۳۸۶
- نمایشگاه انفرادی نقاشی – گالری دشت (لواسان)-۱۳۸۸
- نمایشگاه گروهی انجمن نقاشان-خانه هنرمندان /تیرماه-۱۳۸۹
- نمایشگاه گروهی انجمن نقاشان-خانه هنرمندان /دی ماه-۱۳۸۹
- نمایشگاه گروهی انجمن نقاشان-دی ماه ۱۳۹۰
- نمایشگاه گروهی انجمن نقاشان-اذر ۱۳۹۱
- نمایشگاه انفرادی نقاشی-گالری هپتا-مرداد۱۳۹۴
- نمایشگاه گروهی انجمن نقاشان-خانه هنرمندان-زمستان۹۴
- طراحی و اجرای پوسترهای تئاتر (رام کردن زن سرکش، محشی، بابابرفی، رقصی چنین، آخرخط، آرامسایشگاه ،...) ۱۳۷۱ تا ۱۳۸۵
- تصویرگری در ماهنامهٔ سروش کودکان، ۱۳۷۰ تا ۱۳۷۱
- تصویرگری کتاب کلاس باران، انتشارات حوزه هنری- ۱۳۷۳
- تصویرگری کتاب پسری که به مدرسه نرفت، نشر بافرزندان، ۱۳۷۶
- طراحی روی جلد کتاب ابرهایی به شکل هیچ، نشر نارنج، ۱۳۷۶
- تصویرگری کتاب داستان عینک، نشر اسرار دانش، ۱۳۷۶
- تصویرگری کتاب داستان ظرف‌ها و آدم‌ها، نشر حوض نقره، ۱۳۸۱ (کاندید پکا)
- طراحی روی جلد کتاب عربی دوره راهنمایی، نشر اسرار دانش، ۱۳۸۳
- تصویرگری ماجراهای مومو، مجله نیمکت، ۱۳۸۵
- تصویرگری در نشریه دوچرخه، از ۱۳۸۷

## جوایز
- دیپلم افتخار برای طراحی عروسک در جشنواره بین‌المللی تئاتر عروسکی تهران، تئاتر دختر و ابر و

آدمک، ۱۳۷۲
- جایزه اول طراحی لباس و صحنه در جشنواره تئاتردانش آموزی تئاتر فجر، تئاتر قصه دوستی، ۱۳۷۸
- جایزه اول طراحی لباس و صحنه در جشنواره تئاتردانش آموزی تئاتر فجر، تئاتر دهکده غرغروها، ۱۳۷۹
- جایزه اول طراحی لباس و صحنه در جشنواره تئاتردانش آموزی تئاتر فجر، تئاتر کوچ، ۱۳۸۰
- جایزه اول طراحی لباس، جشنواره دفاع مقدس، تئاتر یحیی پسر ایمان، ۱۳۸۲